# 空條承太郎
空條承太郎（日语：〔〕／ Kūjō Jōtarō */?）是日本漫画《JoJo的奇妙冒险》中的一个虚构角色，由荒木飞吕彦创作，是该系列第三部的主角，星尘十字军的核心人物，空条承太郎被描述为一个既善良又粗野的不良学生，与他的祖父乔瑟夫·乔斯达从日本旅行到埃及并与他的同伴击败迪奥·布兰度，拯救他的母亲的生命。他有一个强大的替身「白金之星」（日语： Sutā Purachina），它具有难以置信的力量、速度和精密性。后来，白金之星还获得了新的能力：「白金之星·世界」（日语： Sutā Purachina Za Wārudo），使承太郎可以停止几秒钟的时间。承太郎在随后的漫画系列中作为配角回归。在《不灭钻石》一书中，他遇到了16岁的亲生舅舅东方仗助。他在《黄金之风》中短暂现身，当时他派广濑康一去意大利监视迪奥的儿子乔鲁诺·乔巴拿，并在《石之海》中帮助女儿空条徐伦对抗恩里克·普奇的势力。
承太郎的设计最初是由荒木构思的一个孤独的英雄，灵感来自美国演员克林·伊斯威特。为了使故事更吸引人，荒木创造了不会与承太郎角色重叠的人物。评论家和影迷对承太郎这个角色的接受程度是积极的，荒木本人表示，承太郎已经非常出名，他可以作为整个《JoJo的奇妙冒险》的同义词。评论家们赞扬了他坚忍的性格和英勇的行为，尽管一些评论家指出承太郎最终被打倒了，但他的战斗很吸引人，也很独特，比如与丹尼尔·J·达比的赌博一战。承太郎在不灭钻石中是至关重要的一个配角，帮助新的主人公东方仗助也受到好评。

## 创造与发展
《JoJo的奇妙冒险》原作者荒木飞吕彦在第一部结束时决定在第三部创作一个日本籍的主角，荒木借鉴了美国演员克林·伊斯威特的造型、姿势和流行语；承太郎标志性的手指指向姿势也是来自伊斯威特的一个姿势。他的口头禅“真是够了”（やれやれだぜ）也是模仿伊斯威特在电影中的台词，这就是为什么这个角色可能看起来非常“粗犷”。然而，承太郎完全符合荒木自己心目中的英雄形象，他是一个“独行侠”，不会特意做正确的事情来吸引别人的注意。作者说，这个在沙漠中穿着校服的角色源于横山光辉的作品《巴比伦二世》。荒木写道，承太郎已经变得“足够伟大”，他可以代表整个《JoJo的奇妙冒险》。
第三部分中的其他角色是为了与承太郎形成对比而创作出来的。因为乔瑟夫·乔斯达也是他自己故事中的“JoJo”，荒木确信承太郎是星尘十字军的主角。虽然他们都穿校服，但花京院典明剪裁考究的校服给人一种优等生的感觉，而承太郎宽松的校服和配饰则传达出他是个不良分子。他让花京院成为承太郎第一个真正的对手，从视觉上传达了短程和远程能力之间的概念。为了让他不与承太郎和乔瑟夫重叠，簡·皮耶爾·波魯納雷夫被赋予了独特的外表和个性，这反过来又使他在星尘十字军中脱颖而出。

### 配音

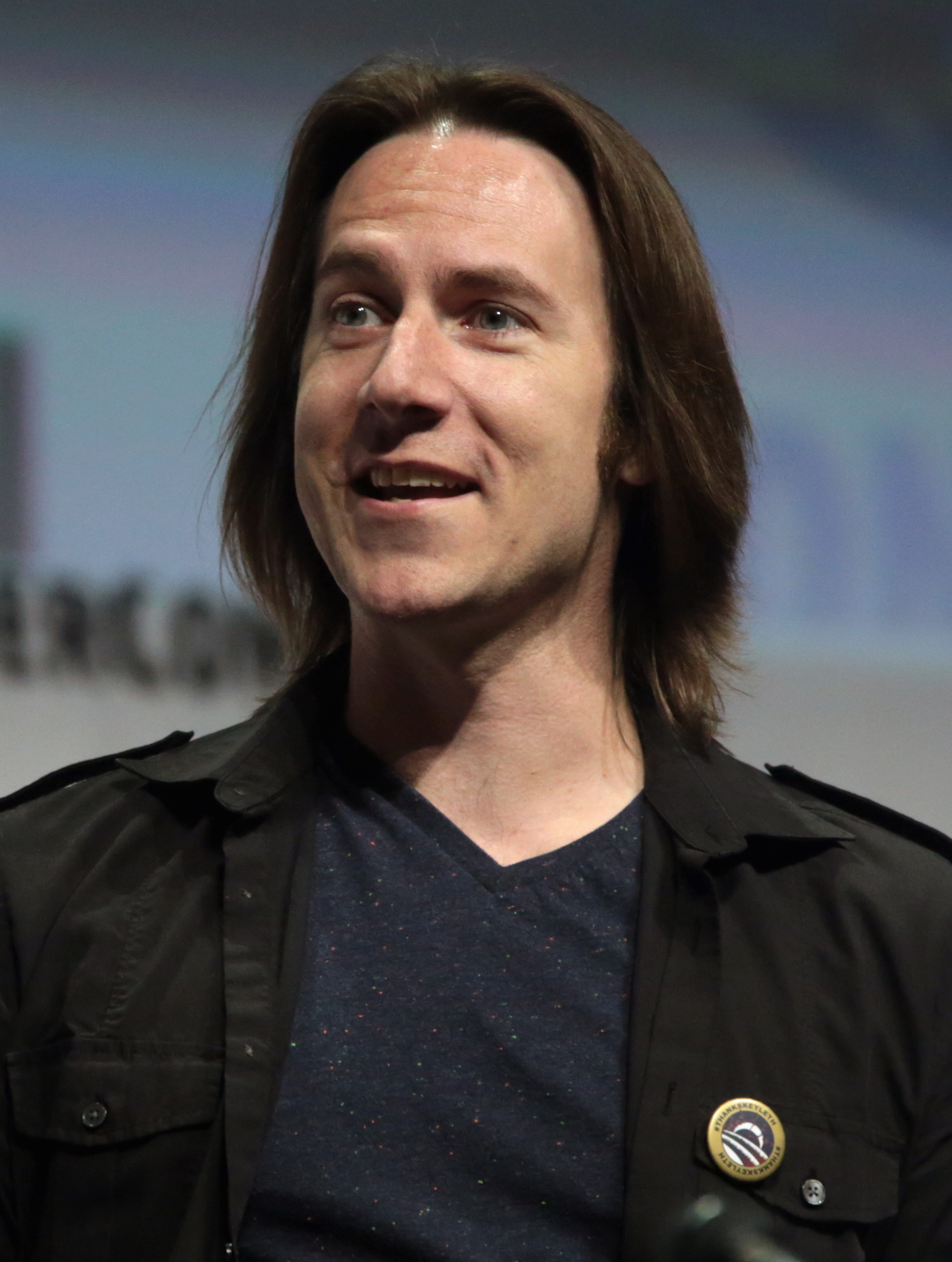
馬修·麥瑟在动画中为承太郎作英语配音

在日语版本中，承太郎在OVA中由小杉十郎太配音，从《全明星戰鬥》开始，一直是由小野大辅一直在为他配音。小野第一次知道这个角色是在大学读书的时候，他在业余时间来阅读漫画。他在为承太郎配音的过程中，说：“承太郎是这部系列的一个代表性角色。”他进一步表示，“承太郎是一个冷静、沉着的角色，同时也处于激动的边缘。”他接受了这两个矛盾的因素，并使它们在一个高水準上协同工作。
阿比·哈吉塔卡尼（Abie Hadjitarkhani）和馬修·麥瑟分别在OVA和电视动画中为承太郎配音，麥瑟在1996年的一次动漫大会上首次了解到这一系列，当时他对承太郎面对迪奥的一集印象深刻。结果，麥瑟成为承太郎的英语配音员，据他说，在录制早期剧集时，麥瑟对他听到的台词感到兴奋。

## 登场

### JoJo的奇妙冒险

#### 身世
承太郎出生於1971年。水瓶座，血型B型。身高195公分，體重82公斤。父親是日本爵士音樂家空條貞夫，母親是英裔美國人荷莉·喬斯達。為系列第六部《石之海》主角空條徐倫的父親。系列第四部《不滅鑽石》主角東方仗助的姪子(母親荷莉與仗助是同父異母的姐弟)。

#### 星尘斗士時期
故事开始的时候（原作为1988年，动画版为1987年），承太郎是一名17岁的不良高中学生，因为殴打别人被关进了牢房。本该出狱的承太郎认为自己被恶灵所附，不肯与母亲荷莉·乔斯达离开牢房。他的外祖父乔瑟夫·乔斯达得知情况后，和友人穆罕默德·阿布德尔一起来到牢房。他们解释说，承太郎的“恶灵”实际上是他的精神能量的一种表现，称为“幽波纹”或“替身”，并揭示了他们也拥有不同能力的替身。乔瑟夫解释说，他们的替身突然出现是由于他的祖父乔纳森·乔斯达的宿敵迪奥·布兰度，迪奥在前作中成为了吸血鬼并夺取了乔纳森的身体为己所用，这次他决定彻底与乔斯达家族做个了断。不久，承太郎击败了迪奥派出的第一个杀手花京院典明，并设法使他摆脱迪奥寄生肉芽的影响。然而荷莉突然发病，因为她身上也出现了替身，由于她性格的温和，导致精神力并不足以控制替身，她的替身会将她的健康消磨殆尽，荷莉将50天后走向死亡。承太郎、乔瑟夫、阿布德尔和花京院决定向埃及进军，杀死迪奥，拯救荷莉的生命。途中，他们与另一名替身使者簡·皮耶爾·波魯納雷夫相遇，他试图为遭到迪奥手下杰·凯尔杀害的妹妹报仇，到达埃及本土后，一行人又多了伙伴——一只拥有替身的狗伊奇。然而在途中，阿布德尔和伊奇先后死于敌人之手。
承太郎、乔瑟夫、花京院和波魯納雷夫最终见到了迪奥，并从他的豪宅离开，将战线拉至室外。随后，一场跨越开罗的追逐，导致花京院与迪奥和他的替身——世界对抗。世界的能力是暂停时间。尽管受到世界的致命伤害，花京院准确推断出了世界的能力并在死亡前用绿宝石水花射到附近的钟楼上，将此信息传递给乔瑟夫。乔瑟夫赶来对战迪奥，但却不敌对方攻势，只好再將此信息传给承太郎，但迪奥却用他的血来提升自己的替身能力。承太郎随后独自与迪奥作战，他发现白金之星具有与世界相同的能力，承太郎也学会了时间停止並利用此点与迪奥作战。承太郎用这种能力一步步打击迪奥，最后在波鲁那雷夫的助阵下击杀了迪奥，并将迪奥的血输回失血过多的乔瑟夫身上，并通过将他的遗体暴露在太阳下，彻底摧毁了迪奧。承太郎和乔瑟夫在回到日本之前向波魯納雷夫告别，此时荷莉已经因为迪奥的死去完全康复。

#### 不灭钻石
在第四部《不灭钻石》（1999年），承太郎（28岁）抵达日本的杜王町，在那里他遇到了乔瑟夫的私生子东方仗助，仗助虽比承太郎小上12岁，但在辈分上却是承太郎的舅舅。杜王町是个奇妙的城镇，走在路上到处都是替身使者，这样一个怪现象是来自迪奥生前留下的“箭”，被箭刺伤而不死的人，便能得到替身能力，箭的持有人虹村形兆被仗助打败后，死于另一使者音石明之手，音石明又反过头来攻击承太郎，箭的下落不断辗转。同时仗助等人调查到了一个惊骇的罪行，名为吉良吉影的替身使者在杜王町15年来不断杀害无辜的人，只为满足自己变态的癖好。在承太郎和仗助的同学广濑康一在调查过程意外让吉良逃走，吉良威胁美容师辻彩将他变造成另一个普通上班族——川尻浩作的模样以躲过承太郎的追查，而吉良的父亲吉良吉广也使用得到的箭制造了不少替身使者用以拦阻承太郎一行人追捕吉良。最后在真川尻浩作的儿子川尻早人的帮助下，承太郎带上仗助、康一、露伴、形兆的弟弟虹村亿泰等一众替身使者，到达现场与吉良进行最后的对决，吉良试图使用替身，将一个医护人员变成炸弹，启动他的替身“第三炸弹·败者食尘”进行时间逆流，但最终被康一和承太郎打败。随后，吉良吉影意外被一辆抵达的救护车碾毙。战斗结束后，承太郎和乔瑟夫回收了箭，离开杜王町并收养一个拥有透明能力的弃婴取名静·乔斯达。

#### 黄金之风
在《黄金之风》（2001年）中，承太郎（30岁）托付康一去意大利执行一个任务，他的目标是获得一个名叫汐華初流乃的男孩的皮肤样本，然后交给长年调查替身的SPW基金会进行分析。一段时间后，康一向承太郎报告说，汐華初流乃（shiobana haruno）即现在的乔鲁诺·乔巴拿（Giorno Giovanna）也拥有替身能力。承太郎随后向康一透露，乔鲁诺是迪奥用乔纳森的身体生下的儿子，并希望得到皮肤样本来证实这一点。然而在知道他是替身使者后，承太郎為了康一安全取消任务，叫康一不要接近喬魯諾，不过康一在与乔鲁诺交手过后，认为乔鲁诺拥有如同乔斯达一族的“黄金精神”，与父亲迪奥的邪佞大相逕庭，也建议承太郎不要再调查他。在之后的故事中，乔鲁诺带领着一个帮派成为了龙头，在乔鲁诺的压制下意大利的原先猖獗的毒品流动成功被遏止了。

#### 石之海
在《石之海》（2011年）中，承太郎（40岁）来探望他无端被囚禁的女儿空条徐伦，告诉她迪奥的一个追随者陷害了她，以便在监狱里杀死她，并企图带她逃脱。但当一个名为白蛇的替身用它的能力将承太郎的记忆和替身以光盘的形式夺走后，这个计划就失败了。承太郎陷入了假死的状态，徐伦必须找到一种方法，从绿海豚监狱中的神秘牧师恩里克·普奇手中夺回光盘。后来，她成功地把承太郎的两张光盘都寄给了SPW基金会。承太郎恢复后随即出发支援徐伦和她的同伴。然而，普奇接下来遵循他的计划成功使他的替身进化，先与迪奥遗骨化成的绿色婴儿结合，进化成了“新月”，之后又再度进化成了“天堂制造”——一种加速时间的替身，并对承太郎一伙进行攻击。“天堂制造”大大缩短了承太郎的停止时间，在从普奇的攻击中解救了徐伦之后，承太郎和徐伦的狱友伙伴艾梅斯·罗斯提罗被普奇杀害。但徐伦牺牲自己让同伴安波里欧逃脱。然后宇宙继续加速到尽头，并重新开始。普奇通过加速时间创造的新宇宙中，在那里一切都和旧宇宙一样，除了人们会预感到自己的“命运”，但安波里欧随后利用同伴多明尼克留下的替身——天气预报，成功杀死普奇，新宇宙的创建计划也最终失败，产生了一个没有普奇的新宇宙。在这个新的宇宙中，安波里欧遇到了旧世界的同伴徐伦、艾梅斯、安娜苏和多明尼克等人在另一个世界的替代，他们的名字各不相同，而普奇不復存在，他们就永远不会坐牢。故事结束时，他们一起去见承太郎在新世界的替代。

### 其他登场
在影片游戏《JOJO的奇妙冒險 天國之眼》中，刚击败迪奥的承太郎和他的同伴们遭到了朋友和敌人的袭击，他们要么失踪，要么死亡。一个年轻的罗伯特·E·O·史比特瓦根，拥有一块圣人的遗体，可以让他穿越时空，也可以战胜拥有其他邪恶势力。他带领承太郎和他的同伴们穿越时间、空间和平行的宇宙，以阻止迪奧向天堂进发。
承太郎作为角色之一也在JUMP FORCE中登场。

## 评价

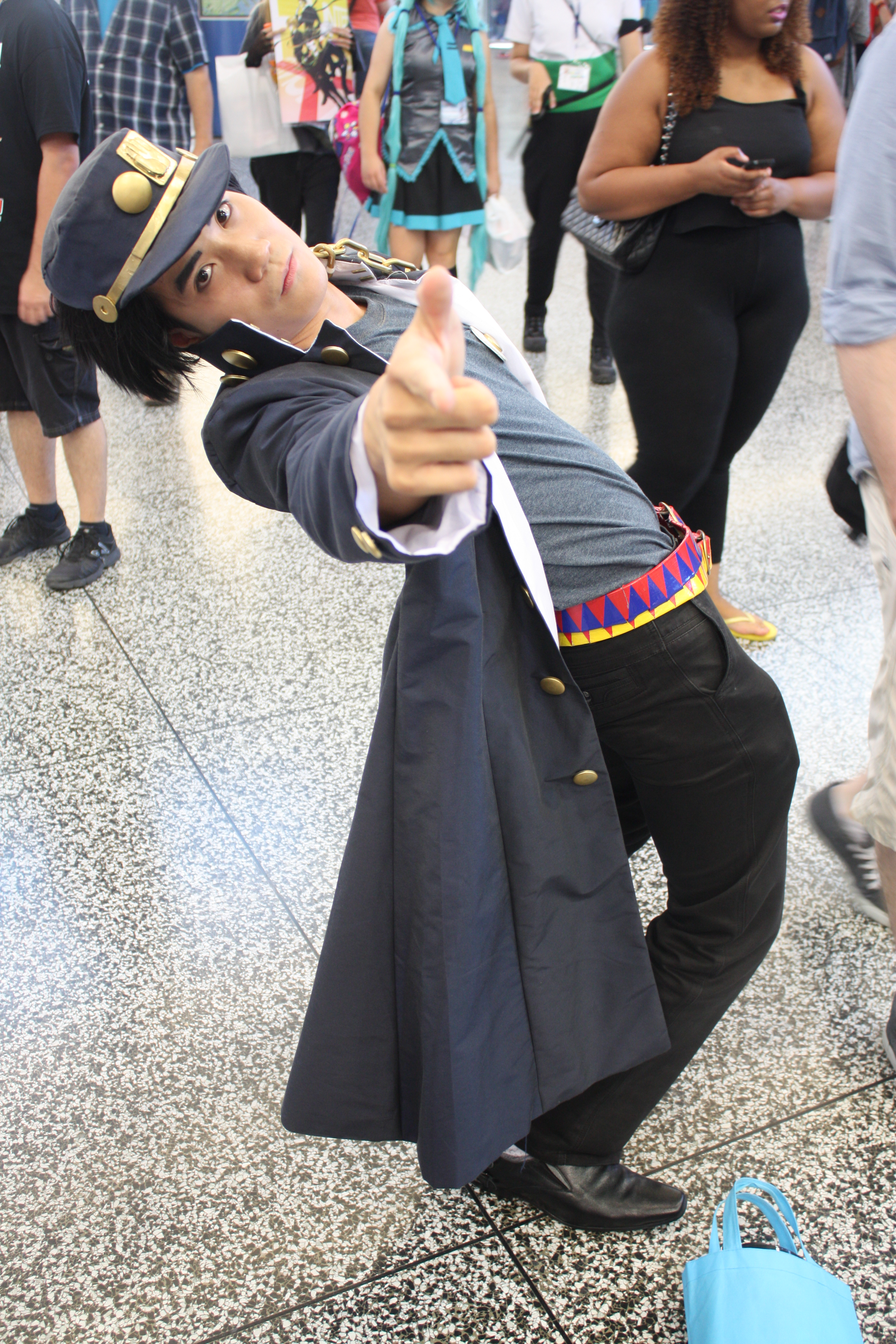
在2014年Otakuthon扮演空條承太郎的Cosplayer

对承太郎性格的评价一直是积极的。漫画书资源网认为承太郎的性格是他故事中最好的元素之一，这是基于他尽管性格沉默寡言，但仍然很活跃，并将他与20世纪80年代的英雄进行了比较。同时，作者认为，尽管早期观众认为承太郎缺乏个性，但他们“不可能憎恨”他，丽贝卡·西尔弗曼很喜欢看到乔瑟夫和承太郎共同战斗的情节。故事中的另一个元素是承太郎在处理一个无辜的女孩时的手段，她可能会成为承太郎的一个弱点。评论家建议她和承太郎、乔瑟夫和西撒在前一段故事中进行比较，“最终西撒对乔瑟夫的保护使他付出了生命。”Kotaku很喜欢承太郎的角色设定，并开玩笑说帽子和他的头发是连着的。尽管《星尘斗士》中其没有达到日本的法定吸烟年龄，承太郎仍然经常在漫画系列中吸烟。当这部系列被改编成电视动画时，承太郎吸烟时脸上被打上黑幕。Kotaku认为这种审查制度是動畫史上最荒谬的审查制度之一，因为尽管承太郎的脸被遮住了，但他的烟却清晰可见。其他動畫评论批评了OVA主要关注承太郎而不是他的同伴，并批评了他面对迪奥时总是不断的喊叫。
英國動畫網称赞他拯救母亲的努力是多么“奇怪”，因为他的祖先的尸体正被迪奥使用。The Linc的乔尔·洛因兹（Joel Loynds）欣赏《JoJo的奇妙冒险》的独特个性，指出承太郎的坚忍与乔瑟夫形成了鲜明对比。他所拥有的替身“白金之星”因其与承太郎并肩作战而备受赞誉，而承太郎则不断地大喊日语词汇“喔啦”（英語：Ora）。英国動畫新闻（Anime UK News）赞扬了承太郎与赌徒达比（D'Arby）的战斗，发现它在少年漫画中呈现的战斗方式中是独一无二的，因为他们没有使用野蛮行为，而是通过扑克智斗。另一方面，来自动画新闻网的尼克·克里默认为承太郎过于强大，因为他经常在第三部的早期使用暴力击败敌人。
《狂热邮报》喜欢承太郎在第四部中的戏份，以及角色如何找到其他反传统的方法来击败那些恶棍。動畫新闻网称赞承太郎如何与第四部东方仗助的主角互动，发现两个角色都很吸引人。
尽管本身不是一个同性恋角色，漫画艺术家团体CLAMP写了一个涉及承太郎与花京院有一个儿子的同人志。其中一个镜头被收录在《×××HOLiC》这部作品的一系列故事中，并在后来得到动画化。